# Championnats du monde de natation
Ne doit pas être confondu avec Championnats du monde de natation en petit bassin.
Les Championnats du monde de natation, créés en 1973 en bassin de 50 mètres, se déroulent, sauf circonstances exceptionnelles, tous les deux ans pour les années impaires.  
Ils se déroulaient à l'origine uniquement en bassin de 50 mètres, tous les deux, trois ou quatre ans en fonction du calendrier international. Après une période de relative stabilité (1978-1998) lors de laquelle les Championnats avaient lieu tous les quatre ans, la Fédération internationale de natation (FINA) décida de donner de l'ampleur à ses Championnats en les programmant tous les deux ans (années impaires). Une exception a été faite entre les années 2022 et 2024 en raison des reports liés à la pandémie de Covid-19 : ainsi, une édition exceptionnelle supplémentaire a été organisée en 2022 à Budapest car les mondiaux 2021 (Fukuoka) avaient été reportés à 2023 et ceux de 2023 (Doha) à 2024.
Depuis 1993, il existe aussi des Championnats du monde en bassin de 25 mètres qui se déroulent eux aussi tous les deux ans, mais ces derniers peinent à trouver une véritable place dans le calendrier international.
Les éditions en bassin de 50 mètres regroupent toutes les disciplines gérées par la FINA : natation sportive, nage en eau libre, natation synchronisée, plongeon, plongeon de haut vol et water-polo, tandis que les éditions en bassin de 25 mètres ne concernent que des épreuves de natation sportive.

## Éditions
Parmi les grandes régions du globe terrestre, l'Afrique est le seul continent à ne pas avoir organisé la compétition. L'Australie et l'Espagne sont les deux pays à avoir accueilli à trois reprises la compétition. La ville organisatrice est désignée quatre années avant d'accueillir l'événement lors d'une autre édition des Championnats du monde.
| N° | Édition | Ville     | Pays                 | Date                         | Sportifs | Pays | Spectateurs |
| -- | ------- | --------- | -------------------- | ---------------------------- | -------- | ---- | ----------- |
| 1  | 1973    | Belgrade  | Yougoslavie          | 31 août – 9 septembre 1973   | 686      | 47   |             |
| 2  | 1975    | Cali      | Colombie             | 19 – 27 juillet 1975         | 682      | 39   |             |
| 3  | 1978    | Berlin    | Allemagne de l'Ouest | 20 – 28 août 1978            | 828      | 49   |             |
| 4  | 1982    | Guayaquil | Équateur             | 29 juillet – 8 août 1982     | 848      | 52   |             |
| 5  | 1986    | Madrid    | Espagne              | 13 – 23 août 1986            | 1 119    | 34   |             |
| 6  | 1991    | Perth     | Australie            | 3 – 13 janvier 1991          | 1 142    | 60   | 60 000      |
| 7  | 1994    | Rome      | Italie               | 1er – 11 septembre 1994      | 1 400    | 102  | 110 000     |
| 8  | 1998    | Perth     | Australie            | 7 – 18 janvier 1998          | 1 371    | 121  | 95 000      |
| 9  | 2001    | Fukuoka   | Japon                | 16 – 29 juillet 2001         | 1 498    | 134  | 105 000     |
| 10 | 2003    | Barcelone | Espagne              | 13 – 27 juillet 2003         | 2 015    | 157  | 205 563     |
| 11 | 2005    | Montréal  | Canada               | 16 – 31 juillet 2005         | 1 784    | 144  | 140 000     |
| 12 | 2007    | Melbourne | Australie            | 17 mars – 1er avril 2007     | 2 158    | 167  | 215 000     |
| 13 | 2009    | Rome      | Italie               | 17 juillet – 2 août 2009     | 2 556    | 172  |             |
| 14 | 2011    | Shanghai  | Chine                | 16 juillet – 31 juillet 2011 | 2 220    | 181  |             |
| 15 | 2013    | Barcelone | Espagne              | 19 juillet – 4 août 2013     | 2 293    | 181  |             |
| 16 | 2015    | Kazan     | Russie               | 24 juillet – 9 août 2015     | 2 400    | 190  |             |
| 17 | 2017    | Budapest  | Hongrie              | 14 juillet – 30 juillet 2017 | 2 360    | 182  |             |
| 18 | 2019    | Gwangju   | Corée du Sud         | 12 juillet - 28 juillet 2019 | 2 623    | 192  |             |
| 19 | 2022    | Budapest  | Hongrie              | 18 juin - 3 juillet 2022     | 2 034    | 185  |             |
| 20 | 2023    | Fukuoka   | Japon                | 14 juillet - 30 juillet 2023 | 2 392    | 195  |             |
| 21 | 2024    | Doha      | Qatar                | 2 – 18 février 2024          | 2 238    | 199  |             |
| 22 | 2025    | Singapour | Singapour            | 18 juillet - 3 août 2025     |          |      |             |
| 23 | 2027    | Budapest  | Hongrie              | 2027                         |          |      |             |

## Épreuves

### Nombre d'épreuves
| Discipline            | Éditions | Éditions | Éditions | Éditions | Éditions | Éditions | Éditions | Éditions | Éditions | Éditions | Éditions | Éditions | Éditions | Éditions | Éditions | Éditions | Éditions | Éditions | Éditions | Éditions | Éditions |
| Discipline            | 1973     | 1975     | 1978     | 1982     | 1986     | 1991     | 1994     | 1998     | 2001     | 2003     | 2005     | 2007     | 2009     | 2011     | 2013     | 2015     | 2017     | 2019     | 2022     | 2023     | 2024     |
| --------------------- | -------- | -------- | -------- | -------- | -------- | -------- | -------- | -------- | -------- | -------- | -------- | -------- | -------- | -------- | -------- | -------- | -------- | -------- | -------- | -------- | -------- |
| Nage en eau libre     | 0        | 0        | 0        | 0        | 0        | 2        | 2        | 4        | 6        | 6        | 6        | 6        | 6        | 7        | 7        | 7        | 7        | 7        | 7        | 5        | 5        |
| Natation sportive     | 29       | 29       | 29       | 29       | 32       | 32       | 32       | 32       | 40       | 40       | 40       | 40       | 40       | 40       | 40       | 42       | 42       | 42       | 42       | 42       | 42       |
| Natation synchronisée | 3        | 3        | 3        | 3        | 3        | 3        | 3        | 3        | 3        | 4        | 4        | 7        | 7        | 7        | 7        | 9        | 9        | 10       | 10       | 11       | 11       |
| Plongeon              | 4        | 4        | 4        | 4        | 4        | 6        | 6        | 10       | 10       | 10       | 10       | 10       | 10       | 10       | 10       | 13       | 13       | 13       | 13       | 13       | 13       |
| Plongeon de haut vol  | 0        | 0        | 0        | 0        | 0        | 0        | 0        | 0        | 0        | 0        | 0        | 0        | 0        | 0        | 2        | 2        | 2        | 2        | 2        | 2        | 2        |
| Water-polo            | 1        | 1        | 1        | 1        | 2        | 2        | 2        | 2        | 2        | 2        | 2        | 2        | 2        | 2        | 2        | 2        | 2        | 2        | 2        | 2        | 2        |
| Total                 | 37       | 37       | 37       | 37       | 41       | 45       | 45       | 51       | 61       | 62       | 62       | 65       | 65       | 66       | 68       | 75       | 75       | 76       | 76       | 75       | 75       |

### Natation sportive
Parmi les 75 épreuves disputées dans le cadre des compétitions, 42 le sont en natation sportive. Femmes et hommes disposent chacun de 20 épreuves (17 individuelles et 3 relais non mixtes) pour s'illustrer, auxquelles s'ajoutent 2 épreuves mixtes (relais 4 × 100 m nage libre et relais 4 × 100 m quatre nages).
Les épreuves disputées sont ainsi :
- brasse : 50 m, 100 m, 200 m ;
- dos : 50 m, 100 m, 200 m ;
- papillon : 50 m, 100 m, 200 m ;
- nage libre : 50 m, 100 m, 200 m, 400 m, 800 m, 1 500 m, relais 4 × 100 m, relais 4 × 200 m, relais mixte 4 × 100 m ;
- quatre nages : 200 m, 400 m, relais 4 × 100 m, relais mixte 4 × 100 m.

Les épreuves de 50 m brasse, 50 m dos, 50 m papillon, ainsi que le relais mixte 4 × 100 m nage libre, ne sont pas des épreuves olympiques.

### Autres disciplines
Parmi les 75 épreuves disputées dans le cadre des compétitions, il reste donc 33 épreuves que se partagent la natation en eau libre, la natation synchronisée, le plongeon, le plongeon de haut vol et le water-polo.
- Natation en eau libre : 5 épreuves 
  - 3 épreuves pour les hommes (5 km, 10 km)
  - 3 épreuves pour les femmes (5 km, 10 km)
  - 1 épreuve mixte (par équipe)

L'épreuve de 25 km en eau libre est retirée du programme des championnats du monde de 2023 mais un autre format de course pour les longues distances pourrait être retenu pour les prochains championnats du monde. Seul le 10 km est actuellement une épreuve olympique. 
- Natation artistique : 11 épreuves
  - 6 épreuves pour les femmes (libre solo, libre duo, libre par équipe, technique solo, technique duo, technique par équipe)
  - 2 épreuves pour les hommes (libre solo, technique solo)
  - 3 épreuves mixtes (libre duo, technique duo, acrobatique par équipe)

Une épreuve mixte intègre le programme des championnats pour la première fois en 2015. Les épreuves réservées aux hommes font leur apparition en 2023. 
- Plongeon : 13 épreuves
  - 5 épreuves pour les hommes (1 m individuel, 3 m individuel, 10 m individuel, 3 m synchronisé, 10 m synchronisé)
  - 5 épreuves pour les femmes (1 m individuel, 3 m individuel, 10 m individuel, 3 m synchronisé, 10 m synchronisé)
  - 3 épreuves mixtes (3 m synchronisé, 10 m synchronisé, par équipe)

Les épreuves mixtes de plongeon font leur apparition aux championnats de 2015. Le plongeon à 1 m individuel n'est pas une épreuve olympique.
- Plongeon de haut vol : 2 épreuves
  - 1 épreuve pour les hommes (27 m)
  - 1 épreuve pour les femmes (20 m)

Le plongeon de haut vol est la seule discipline des championnats du monde de natation qui n'est pas reconnue discipline olympique. Elle a fait son apparition aux championnats du monde en 2013. 
- Water-polo : 2 épreuves 
  - Équipe Hommes
  - Équipe Femmes

La première épreuve masculine a lieu lors de l'édition inaugurale de 1973. La compétition féminine se déroule pour la première fois en 1986.

## Records

### Natation sportive

#### Records des Championnats

##### Femmes
| Discipline             | Temps          | Nageuse(s)                                                                | Édition        |
| ---------------------- | -------------- | ------------------------------------------------------------------------- | -------------- |
| 50 m nage libre        | 23 s 67        | Sarah Sjöström (SWE)                                                      | Budapest 2017  |
| 100 m nage libre       | 51 s 71        | Sarah Sjöström (SWE)                                                      | Budapest 2017  |
| 200 m nage libre       | 1 min 52 s 85  | Mollie O'Callaghan (AUS)                                                  | Fukuoka 2023   |
| 400 m nage libre       | 3 min 55 s 38  | Ariarne Titmus (AUS)                                                      | Fukuoka 2023   |
| 800 m nage libre       | 8 min 5 s 62   | Katie Ledecky (USA)                                                       | Singapour 2025 |
| 1 500 m nage libre     | 15 min 25 s 48 | Katie Ledecky (USA)                                                       | Kazan 2015     |
| 50 m dos               | 27 s 06        | Zhao Jing (CHN)                                                           | Rome 2009      |
| 100 m dos              | 57 s 16        | Kaylee McKeown (AUS)                                                      | Singapour 2025 |
| 200 m dos              | 2 min 3 s 33   | Kaylee McKeown (AUS)                                                      | Singapour 2025 |
| 50 m brasse            | 29 s 16        | Rūta Meilutytė (LTU)                                                      | Fukuoka 2023   |
| 100 m brasse           | 1 min 4 s 13   | Lilly King (USA)                                                          | Budapest 2017  |
| 200 m brasse           | 2 min 18 s 50  | Kate Douglass (USA)                                                       | Singapour 2025 |
| 50 m papillon          | 24 s 60        | Sarah Sjöström (SWE)                                                      | Budapest 2017  |
| 100 m papillon         | 54 s 73        | Gretchen Walsh (USA)                                                      | Singapour 2025 |
| 200 m papillon         | 2 min 1 s 99   | Summer McIntosh (CAN)                                                     | Singapour 2025 |
| 200 m quatre nages     | 2 min 6 s 12   | Katinka Hosszu (HUN)                                                      | Kazan 2015     |
| 400 m quatre nages     | 4 min 25 s 78  | Summer McIntosh (CAN)                                                     | Singapour 2025 |
| 4 × 100 m nage libre   | 3 min 27 s 96  | Australie Mollie O'Callaghan Shayna Jack Meg Harris Emma McKeon           | Fukuoka 2023   |
| 4 × 200 m nage libre   | 7 min 37 s 50  | Australie Mollie O'Callaghan Shayna Jack Brianna Throssell Ariarne Titmus | Fukuoka 2023   |
| 4 × 100 m quatre nages | 3 min 49 s 34  | États-Unis Regan Smith Kate Douglass Gretchen Walsh Torri Huske           | Singapour 2025 |

##### Hommes
| Discipline             | Temps          | Nageur(s) | Édition        |
| ---------------------- | -------------- | --- | -------------- |
| 50 m nage libre        | 21 s 04        | Caeleb Dressel (USA) | Gwangju 2019   |
| 100 m nage libre       | 46 s 51        | David Popovici (ROU) | Singapour 2025 |
| 200 m nage libre       | 1 min 42 s 00  | Paul Biedermann (GER) | Rome 2009      |
| 400 m nage libre       | 3 min 40 s 07  | Paul Biedermann (GER) | Rome 2009      |
| 800 m nage libre       | 7 min 32 s 12  | Zhang Lin (CHN) | Rome 2009      |
| 1 500 m nage libre     | 14 min 31 s 54 | Ahmed Hafnaoui (TUN) | Fukuoka 2023   |
| 50 m dos               | 23 s 68        | NABWorld Aquatics : Neutral Athletes Team B (équipe B des athlètes neutres – athlètes russes autorisés –) Kliment Kolesnikov                                                | Singapour 2025 |
| 100 m dos              | 51 s 60        | Thomas Ceccon (ITA) | Budapest 2022  |
| 200 m dos              | 1 min 51 s 92  | Aaron Peirsol (USA) | Rome 2009      |
| 50 m brasse            | 25 s 95        | Adam Peaty (GBR) | Budapest 2017  |
| 100 m brasse           | 56 s 88        | Adam Peaty (GBR) | Gwangju 2019   |
| 200 m brasse           | 2 min 5 s 48   | Qin Haiyang (CHN) | Fukuoka 2023   |
| 50 m papillon          | 22 s 35        | Caeleb Dressel (USA) | Gwangju 2019   |
| 100 m papillon         | 49 s 50        | Caeleb Dressel (USA) | Gwangju 2019   |
| 200 m papillon         | 1 min 50 s 34  | Kristóf Milák (HUN) | Budapest 2022  |
| 200 m quatre nages     | 1 min 52 s 69  | Léon Marchand (FRA) | Singapour 2025 |
| 400 m quatre nages     | 4 min 2 s 50   | Léon Marchand (FRA) | Fukuoka 2023   |
| 4 × 100 m nage libre   | 3 min 8 s 97   | Australie - Flynn Southam - Kai Taylor - Maximillian Giuliani - Kyle Chalmers                                                                                               | Singapour 2025 |
| 4 × 200 m nage libre   | 6 min 58 s 55  | États-Unis - Michael Phelps Ricky Berens - David Walters - Ryan Lochte | Rome 2009      |
| 4 × 100 m quatre nages | 3 min 26 s 93  | NABWorld Aquatics : Neutral Athletes Team B (équipe B des athlètes neutres – athlètes russes autorisés –) - Miron Lifintsev - Kirill Prigoda - Andreï Minakov - Egor Kornev | Singapour 2025 |

##### Mixte
| Discipline             | Temps         | Nageuse(s) | Édition        |
| ---------------------- | ------------- | --- | -------------- |
| 4 × 100 m nage libre   | 3 min 18 s 48 | États-Unis - Jack Alexy - Patrick Sammon - Kate Douglass - Torri Huske | Singapour 2025 |
| 4 × 100 m quatre nages | 3 min 37 s 97 | NABWorld Aquatics : Neutral Athletes Team B (équipe B des athlètes neutres – athlètes russes autorisés –) - Miron Lifintsev - Kirill Prigoda - Daria Klepikova - Daria Trofimova | Singapour 2025 |

#### Trophées
Depuis la première édition des Championnats du monde, la FINA (désormais World Aquatics) décerne une récompense au meilleur nageur et à la meilleure nageuse des Championnats. Jusqu'en 1998, un seul nageur, homme ou femme, est récompensé. Ce n'est qu'à partir des Championnats du monde 2001 qu'un trophée féminin et masculin sont créés.
| Édition | Lauréate                  | Lauréat              |
| ------- | ------------------------- | -------------------- |
| 1973    | Kornelia Ender (GDR)      | Kornelia Ender (GDR) |
| 1975    | Kornelia Ender (GDR)      | Kornelia Ender (GDR) |
| 1978    | Tracy Caulkins (USA)      | Tracy Caulkins (USA) |
| 1982    | Michael Gross (FRG)       | Michael Gross (FRG)  |
| 1986    | Kristin Otto (GDR)        | Kristin Otto (GDR)   |
| 1991    | Tamás Darnyi (HUN)        | Tamás Darnyi (HUN)   |
| 1994    | Le Jingyi (CHN)           | Le Jingyi (CHN)      |
| 1998    | Michael Klim (AUS)        | Michael Klim (AUS)   |
| 2001    | Inge de Bruijn (NED)      | Ian Thorpe (AUS)     |
| 2003    | —                         | Michael Phelps (USA) |
| 2005    | Kirsty Coventry (ZIM)     | Grant Hackett (AUS)  |
| 2007    | Laure Manaudou (FRA)      | Michael Phelps (USA) |
| 2009    | Federica Pellegrini (ITA) | Michael Phelps (USA) |
| 2011    | —                         | —                    |
| 2013    | —                         | —                    |
| 2015    | Katie Ledecky (USA)       | Sun Yang (CHN)       |
| 2017    | Sarah Sjöström (SWE)      | Caeleb Dressel (USA) |
| 2019    | Sarah Sjöström (SWE)      | Caeleb Dressel (USA) |
| 2022    | Katie Ledecky (USA)       | Léon Marchand (FRA)  |
| 2023    | Kaylee McKeown (AUS)      | Léon Marchand (FRA)  |
| 2024    | Claire Curzan (USA)       | Daniel Wiffen (IRL)  |

#### Records de médailles
Données mises à jour après les Championnats du monde de natation 2025.
Avec 33 médailles, l'Américain Michael Phelps est le nageur le plus médaillé de l'histoire. Chez les femmes, c'est l'Américaine Katie Ledecky, avec 30 médailles.
Nageurs les plus médaillés
| Nom              | Médaille d'or, monde | Médaille d'argent, monde | Médaille de bronze, monde | Total |
| ---------------- | -------------------- | ------------------------ | ------------------------- | ----- |
| Michael Phelps   | 26                   | 6                        | 1                         | 33    |
| Ryan Lochte      | 18                   | 5                        | 4                         | 27    |
| Grant Hackett    | 10                   | 6                        | 3                         | 19    |
| Caeleb Dressel   | 15                   | 2                        | 0                         | 17    |
| Ryan Murphy      | 7                    | 8                        | 2                         | 17    |
| Sun Yang         | 11                   | 2                        | 3                         | 16    |
| Nathan Adrian    | 10                   | 4                        | 2                         | 16    |
| Hunter Armstrong | 7                    | 3                        | 5                         | 15    |
| Kyle Chalmers    | 6                    | 4                        | 4                         | 14    |
| Ian Thorpe       | 11                   | 1                        | 1                         | 13    |
| Matt Grevers     | 6                    | 5                        | 2                         | 13    |
| Nic Fink         | 6                    | 3                        | 4                         | 13    |
| Michael Gross    | 5                    | 5                        | 3                         | 13    |
| László Cseh      | 2                    | 6                        | 5                         | 13    |
| Aaron Peirsol    | 10                   | 2                        | 0                         | 12    |
| Adam Peaty       | 8                    | 1                        | 3                         | 12    |
| James Guy        | 6                    | 2                        | 4                         | 12    |
| Kōsuke Kitajima  | 3                    | 4                        | 5                         | 12    |
| Michael Klim     | 7                    | 2                        | 2                         | 11    |
| Alexander Popov  | 6                    | 4                        | 1                         | 11    |
| Matt Biondi      | 6                    | 2                        | 3                         | 11    |

| Nom                 | Médaille d'or, monde | Médaille d'argent, monde | Médaille de bronze, monde | Total |
| ------------------- | -------------------- | ------------------------ | ------------------------- | ----- |
| Katie Ledecky       | 23                   | 6                        | 1                         | 30    |
| Sarah Sjöström      | 14                   | 8                        | 3                         | 25    |
| Emma McKeon         | 5                    | 11                       | 4                         | 20    |
| Simone Manuel       | 13                   | 5                        | 2                         | 20    |
| Natalie Coughlin    | 7                    | 7                        | 5                         | 19    |
| Kate Douglass       | 7                    | 7                        | 5                         | 19    |
| Brianna Throssell   | 6                    | 9                        | 3                         | 18    |
| Mollie O'Callaghan  | 11                   | 6                        | 0                         | 17    |
| Madison Wilson      | 8                    | 7                        | 2                         | 17    |
| Yuliya Efimova      | 6                    | 7                        | 4                         | 17    |
| Shayna Jack         | 5                    | 8                        | 4                         | 17    |
| Ranomi Kromowidjojo | 3                    | 8                        | 6                         | 17    |
| Missy Franklin      | 11                   | 2                        | 3                         | 16    |
| Katinka Hosszú      | 9                    | 1                        | 5                         | 15    |
| Libby Trickett      | 8                    | 3                        | 4                         | 15    |
| Kaylee McKeown      | 6                    | 9                        | 0                         | 15    |
| Lilly King          | 12                   | 2                        | 0                         | 14    |
| Jenny Thompson      | 7                    | 5                        | 2                         | 14    |
| Leisel Jones        | 7                    | 4                        | 3                         | 14    |
| Regan Smith         | 6                    | 7                        | 1                         | 14    |
| Torri Huske         | 6                    | 2                        | 6                         | 14    |
| Emily Seebohm       | 5                    | 5                        | 4                         | 14    |
| Summer McIntosh     | 8                    | 1                        | 4                         | 13    |
| Claire Curzan       | 7                    | 1                        | 5                         | 13    |
| Li Bingjie          | 2                    | 7                        | 4                         | 13    |
| Zhang Yufei         | 2                    | 2                        | 9                         | 13    |
| Cate Campbell       | 4                    | 5                        | 3                         | 12    |
| Federica Pellegrini | 6                    | 4                        | 1                         | 11    |
| Bronte Campbell     | 5                    | 4                        | 2                         | 11    |
| Kornelia Ender      | 8                    | 2                        | 0                         | 10    |

Nageurs les plus médaillés individuellement
| Nom             | Médaille d'or, monde | Médaille d'argent, monde | Médaille de bronze, monde | Total |
| --------------- | -------------------- | ------------------------ | ------------------------- | ----- |
| Michael Phelps  | 15                   | 5                        | 0                         | 20    |
| Ryan Lochte     | 10                   | 3                        | 3                         | 16    |
| Sun Yang        | 11                   | 2                        | 1                         | 14    |
| Grant Hackett   | 7                    | 6                        | 1                         | 14    |
| Caeleb Dressel  | 8                    | 0                        | 0                         | 8     |
| Léon Marchand   | 7                    | 1                        | 0                         | 8     |
| Aaron Peirsol   | 7                    | 1                        | 0                         | 8     |
| Ian Thorpe      | 6                    | 1                        | 1                         | 8     |
| Kōsuke Kitajima | 3                    | 3                        | 2                         | 8     |

| Nom                 | Médaille d'or, monde | Médaille d'argent, monde | Médaille de bronze, monde | Total |
| ------------------- | -------------------- | ------------------------ | ------------------------- | ----- |
| Sarah Sjöström      | 14                   | 6                        | 3                         | 23    |
| Katie Ledecky       | 18                   | 3                        | 1                         | 22    |
| Katinka Hosszú      | 9                    | 1                        | 5                         | 15    |
| Yuliya Efimova      | 6                    | 6                        | 3                         | 15    |
| Summer McIntosh     | 8                    | 1                        | 2                         | 11    |
| Federica Pellegrini | 6                    | 3                        | 1                         | 10    |
| Rūta Meilutytė      | 6                    | 2                        | 1                         | 9     |

Nageurs les plus titrés
Avec 26 médailles d'or, l'Américain Michael Phelps est le nageur le plus titré aux Championnats du monde. Il devance son compatriote Ryan Lochte avec 18 titres et Caeleb Dressel avec 15 titres. S'ensuivent l'Australien Ian Thorpe avec 11 titres, à égalité avec le Chinois Sun Yang. Chez les femmes, c'est l'Américaine Katie Ledecky qui se distingue avec 23 couronnes mondiales. Elle devance la Suédoise Sarah Sjöström qui a glané 14 médailles d'or durant sa carrière. 
Nageurs les plus titrés individuellement
Katie Ledecky est la nageuse la plus titrée individuellement avec 18 médailles d’or devant Sarah Sjöström 14. Michael Phelps est le nageur le plus titré avec 15 médailles d’or devant Sun Yang avec 11. 
Nageurs les plus titrés sur une seule édition
Les nageurs américains Michael Phelps et Caeleb Dressel remportent 7 médailles d'or respectivement lors des Championnats du monde 2007 à Melbourne et des Championnats du monde 2017 à Budapest, soit autant que le total réalisé par son compatriote Mark Spitz aux Jeux olympiques de Munich en 1972. Suivent Ian Thorpe avec 6 médailles d'or et Jim Montgomery, Ryan Lochte, Tracy Caulkins, Libby Trickett et Katie Ledecky, tous quintuples champions du monde lors d'une même édition.

### Natation synchronisée

#### Records de titres
Avec 19 médailles d'or, la Russe Natalia Ishchenko est la nageuse la plus titrée de l'histoire. Elle devance ses compatriotes Anastasia Davydova et Maria Gromova avec respectivement 13 et 9 titres mondiaux.
| Nom                 | Médaille d'or | Médaille d'argent | Médaille de bronze | Total |
| Natalia Ishchenko   | 19            | 2                 | 0                  | 21    |
| Anastasia Davydova  | 13            | 1                 | 0                  | 14    |
| Maria Gromova       | 9             | 0                 | 0                  | 9     |
| Anastasia Ermakova  | 8             | 2                 | 0                  | 10    |
| Elena Ovtchinnikova | 7             | 0                 | 0                  | 7     |
| Anna Shorina        | 7             | 0                 | 0                  | 7     |

### Plongeon

#### Records de titres
Avec cinq médailles d'or, le Russe Dmitri Sautin, le Chinois Kai Qin et l'Américain Gregory Lauganis sont les plongeurs les plus titrés de l'histoire des Championnats du monde.
| Nom              | Médaille d'or | Médaille d'argent | Médaille de bronze | Total |
| Dimitry Sautin   | 5             | 1                 | 3                  | 9     |
| Kai Qin          | 5             | 0                 | 0                  | 5     |
| Gregory Lauganis | 5             | 0                 | 0                  | 5     |
| Feng Wang        | 4             | 1                 | 1                  | 6     |

## Tableaux des médailles

### Ensemble des disciplines
Le tableau suivant prend en compte la natation en eau libre (ou longue distance), la natation synchronisée, le plongeon et le water-polo (quand il faisait partie du programme officiel), la natation en bassin de 50 m.
Mis à jour après les championnats du monde de natation de 2025. 
| Rang | Nation | Or    | Argent | Bronze | Total |
| ---- | --- | ----- | ------ | ------ | ----- |
| 1    | États-Unis | 312   | 257    | 201    | 770   |
| 2    | Chine | 222   | 136    | 106    | 464   |
| 3    | Australie | 130   | 134    | 98     | 362   |
| 4    | Russie | 105   | 73     | 62     | 240   |
| 5    | Allemagne | 56    | 74     | 86     | 216   |
| 6    | Italie | 53    | 73     | 81     | 207   |
| 7    | Allemagne de l'Est                                                                                             | 51    | 44     | 27     | 122   |
| 8    | Hongrie | 44    | 37     | 36     | 117   |
| 9    | Royaume-Uni | 37    | 39     | 67     | 143   |
| 10   | France | 37    | 38     | 39     | 114   |
| 11   | Canada | 34    | 57     | 75     | 166   |
| 12   | Pays-Bas | 25    | 42     | 36     | 103   |
| 13   | Suède | 21    | 21     | 18     | 60    |
| 14   | Japon | 20    | 53     | 82     | 155   |
| 15   | Espagne | 18    | 45     | 40     | 103   |
| 16   | Brésil | 17    | 15     | 19     | 51    |
| 17   | URSS | 16    | 28     | 28     | 72    |
| 18   | Afrique du Sud                                                                                                 | 14    | 9      | 18     | 41    |
| 19   | Ukraine | 13    | 20     | 30     | 63    |
| 20   | Roumanie | 7     | 2      | 9      | 18    |
| 21   | Pologne | 6     | 12     | 12     | 30    |
| 22   | NABWorld Aquatics : Neutral Athletes Team B (équipe B des athlètes neutres – athlètes russes autorisés –)      | 6     | 8      | 4      | 18    |
| 23   | Grèce | 6     | 7      | 10     | 23    |
| 24   | Tunisie | 6     | 3      | 4      | 13    |
| 25   | Lituanie | 6     | 3      | 3      | 12    |
| 26   | Danemark | 4     | 9      | 8      | 21    |
| 27   | Zimbabwe | 4     | 5      | 0      | 9     |
| 28   | Corée du Sud                                                                                                   | 4     | 2      | 6      | 12    |
| 29   | Serbie | 4     | 2      | 1      | 7     |
| 30   | Mexique | 3     | 18     | 22     | 43    |
| 31   | Croatie | 3     | 3      | 4      | 10    |
| 32   | Finlande | 3     | 2      | 2      | 7     |
| 33   | Nouvelle-Zélande                                                                                               | 2     | 6      | 8      | 16    |
| 34   | Autriche | 2     | 6      | 6      | 14    |
| 35   | Biélorussie | 2     | 1      | 3      | 6     |
| -    | Yougoslavie | 2     | 1      | 3      | 6     |
| 37   | Portugal | 2     | 1      | 1      | 4     |
| 38   | Irlande | 2     | 0      | 0      | 2     |
| 39   | Suisse | 1     | 8      | 2      | 11    |
| 40   | Corée du Nord                                                                                                  | 1     | 4      | 3      | 8     |
| 41   | Belgique | 1     | 2      | 3      | 6     |
| 42   | Hong Kong | 1     | 2      | 1      | 4     |
| -    | Norvège | 1     | 2      | 1      | 4     |
| 44   | Malaisie | 1     | 1      | 6      | 8     |
| 45   | Bulgarie | 1     | 1      | 4      | 6     |
| 46   | Colombie | 1     | 1      | 2      | 4     |
| -    | Costa Rica | 1     | 1      | 2      | 4     |
| 48   | Kazakhstan | 1     | 0      | 1      | 2     |
| -    | Serbie-et-Monténégro                                                                                           | 1     | 0      | 1      | 2     |
| 50   | Suriname | 1     | 0      | 0      | 1     |
| 51   | Slovaquie | 0     | 3      | 2      | 5     |
| 52   | République tchèque                                                                                             | 0     | 3      | 0      | 3     |
| 53   | NAAWorld Aquatics : Neutral Athletes Team A (équipe A des athlètes neutres – athlètes biélorusses autorisés –) | 0     | 1      | 2      | 3     |
| 54   | Cuba | 0     | 1      | 1      | 2     |
| -    | Islande | 0     | 1      | 1      | 2     |
| -    | Jamaïque | 0     | 1      | 1      | 2     |
| -    | Tchécoslovaquie                                                                                                | 0     | 1      | 1      | 2     |
| -    | RF Yougoslavie                                                                                                 | 0     | 1      | 1      | 2     |
| 59   | Équateur | 0     | 1      | 0      | 1     |
| -    | Israël | 0     | 1      | 0      | 1     |
| -    | Monténégro | 0     | 1      | 0      | 1     |
| 62   | Égypte | 0     | 0      | 5      | 5     |
| 63   | Argentine | 0     | 0      | 2      | 2     |
| -    | Singapour | 0     | 0      | 2      | 2     |
| -    | NIAWorld Aquatics : Neutral Independent Athletes (athlète neutre indépendant)                                  | 0     | 0      | 2      | 2     |
| 66   | Bosnie-Herzégovine                                                                                             | 0     | 0      | 1      | 1     |
| -    | Kirghizistan                                                                                                   | 0     | 0      | 1      | 1     |
| -    | Monaco | 0     | 0      | 1      | 1     |
| -    | Porto Rico | 0     | 0      | 1      | 1     |
| -    | Trinité-et-Tobago                                                                                              | 0     | 0      | 1      | 1     |
| -    | Venezuela | 0     | 0      | 1      | 1     |
|      | | 1 311 | 1 323  | 1 307  | 3 941 |

### Natation sportive en bassin de50m
Depuis 1973. Tableau mis à jour après les championnats du monde de natation de 2025. 
| Rang | Nation | Or  | Argent | Bronze | Total |
| ---- | --- | --- | ------ | ------ | ----- |
| 1    | États-Unis | 263 | 216    | 159    | 638   |
| 2    | Australie | 109 | 113    | 75     | 297   |
| 3    | Chine | 64  | 37     | 61     | 162   |
| 4    | Allemagne de l'Est                                                                                             | 50  | 40     | 25     | 115   |
| 5    | Hongrie | 36  | 19     | 29     | 84    |
| 6    | Allemagne | 32  | 48     | 51     | 131   |
| 7    | Royaume-Uni | 28  | 24     | 47     | 99    |
| 8    | Italie | 27  | 34     | 35     | 96    |
| 9    | France | 26  | 24     | 30     | 80    |
| 10   | Russie | 20  | 36     | 28     | 84    |
| 11   | Suède | 20  | 20     | 17     | 57    |
| 12   | Canada | 18  | 25     | 48     | 91    |
| 13   | Pays-Bas | 15  | 30     | 30     | 75    |
| 14   | Afrique du Sud                                                                                                 | 13  | 9      | 17     | 39    |
| 15   | Japon | 11  | 30     | 41     | 82    |
| 16   | URSS | 11  | 20     | 21     | 52    |
| 17   | Brésil | 9   | 12     | 10     | 31    |
| 18   | Ukraine | 8   | 6      | 7      | 21    |
| 19   | Pologne | 6   | 12     | 12     | 30    |
| 20   | Lituanie | 6   | 3      | 3      | 12    |
| 21   | Roumanie | 6   | 1      | 7      | 14    |
| 22   | Espagne | 5   | 7      | 6      | 18    |
| 23   | Tunisie | 5   | 3      | 3      | 11    |
| 24   | Danemark | 4   | 9      | 8      | 21    |
| 25   | Corée du Sud                                                                                                   | 4   | 2      | 3      | 9     |
| 26   | Zimbabwe | 3   | 5      | 0      | 8     |
| 27   | NABWorld Aquatics : Neutral Athletes Team B (équipe B des athlètes neutres – athlètes russes autorisés –)      | 3   | 4      | 1      | 8     |
| 28   | Finlande | 3   | 2      | 1      | 6     |
| 29   | Nouvelle-Zélande                                                                                               | 2   | 6      | 8      | 16    |
| 30   | Biélorussie | 2   | 1      | 1      | 4     |
| 31   | Serbie | 2   | 1      | 0      | 3     |
| -    | Portugal | 2   | 1      | 0      | 3     |
| 33   | Irlande | 2   | 0      | 0      | 2     |
| 34   | Norvège | 1   | 2      | 1      | 4     |
| -    | Hong Kong | 1   | 2      | 1      | 4     |
| 36   | Belgique | 1   | 1      | 3      | 5     |
| 37   | Costa Rica | 1   | 1      | 2      | 4     |
| 38   | Grèce | 1   | 1      | 1      | 3     |
| 39   | Suriname | 1   | 0      | 0      | 1     |
| 40   | Suisse | 0   | 8      | 2      | 10    |
| 41   | Autriche | 0   | 4      | 4      | 8     |
| 42   | Slovaquie | 0   | 3      | 2      | 5     |
| 43   | Croatie | 0   | 2      | 0      | 2     |
| 44   | Islande | 0   | 1      | 1      | 2     |
| -    | Bulgarie | 0   | 1      | 1      | 2     |
| -    | Yougoslavie | 0   | 1      | 1      | 2     |
| -    | Jamaïque | 0   | 1      | 1      | 2     |
| 48   | République tchèque                                                                                             | 0   | 1      | 0      | 1     |
| -    | Israël | 0   | 1      | 0      | 1     |
| 50   | Égypte | 0   | 0      | 3      | 3     |
| 51   | Singapour | 0   | 0      | 2      | 2     |
| 52   | Argentine | 0   | 0      | 1      | 1     |
| -    | Kirghizistan                                                                                                   | 0   | 0      | 1      | 1     |
| -    | Porto Rico | 0   | 0      | 1      | 1     |
| -    | Venezuela | 0   | 0      | 1      | 1     |
| -    | Trinité-et-Tobago                                                                                              | 0   | 0      | 1      | 1     |
| -    | Bosnie-Herzégovine                                                                                             | 0   | 0      | 1      | 1     |
| -    | NIAWorld Aquatics : Neutral Independent Athletes (athlète neutre indépendant)                                  | 0   | 0      | 1      | 1     |
| -    | NAAWorld Aquatics : Neutral Athletes Team A (équipe A des athlètes neutres – athlètes biélorusses autorisés –) | 0   | 0      | 1      | 1     |
|      | | 821 | 830    | 817    | 2 468 |

### Natation synchronisée
Depuis 1973. Mis à jour après les championnats du monde de natation de 2025. 
| Rang | Nation | Or  | Argent | Bronze | Total |
| ---- | --- | --- | ------ | ------ | ----- |
| 1    | Russie | 60  | 6      | 0      | 66    |
| 2    | Chine | 19  | 31     | 10     | 60    |
| 3    | États-Unis | 14  | 11     | 10     | 35    |
| 4    | Canada | 9   | 11     | 8      | 28    |
| 5    | Japon | 8   | 21     | 36     | 65    |
| 6    | Espagne | 7   | 27     | 27     | 61    |
| 7    | Italie | 4   | 9      | 7      | 20    |
| 8    | Ukraine | 3   | 7      | 15     | 25    |
| 9    | NABWorld Aquatics : Neutral Athletes Team B (équipe B des athlètes neutres – athlètes russes autorisés –)      | 3   | 3      | 2      | 8     |
| 10   | France | 3   | 2      | 2      | 7     |
| 11   | Autriche | 2   | 2      | 2      | 6     |
| 12   | Grèce | 1   | 1      | 2      | 4     |
| 13   | Kazakhstan | 1   | 0      | 1      | 2     |
| 14   | Grande-Bretagne                                                                                                | 0   | 1      | 3      | 4     |
| 14   | Mexique | 0   | 1      | 3      | 4     |
| 16   | Colombie | 0   | 1      | 2      | 3     |
| 17   | NAAWorld Aquatics : Neutral Athletes Team A (équipe A des athlètes neutres – athlètes biélorusses autorisés –) | 0   | 1      | 1      | 2     |
| 18   | Pays-Bas | 0   | 1      | 0      | 1     |
| 19   | NIAWorld Aquatics : Neutral Independent Athletes (athlète neutre indépendant)                                  | 0   | 0      | 1      | 1     |
|      | | 134 | 136    | 132    | 402   |

### Plongeon
Depuis 1973, y compris le plongeon de haut vol. Mis à jour après les championnats du monde de natation de 2025. 
| Rang | Nation | Or  | Argent | Bronze | Total |
| ---- | --- | --- | ------ | ------ | ----- |
| 1    | Chine | 138 | 67     | 35     | 240   |
| 2    | États-Unis                                                                                                | 17  | 20     | 22     | 59    |
| 3    | Australie                                                                                                 | 14  | 11     | 13     | 38    |
| 4    | Russie | 13  | 20     | 18     | 51    |
| 5    | Royaume-Uni                                                                                               | 7   | 13     | 15     | 35    |
| 6    | Canada | 6   | 18     | 16     | 40    |
| 7    | Italie | 4   | 8      | 15     | 27    |
| 8    | Mexique                                                                                                   | 3   | 17     | 19     | 39    |
| 9    | Union soviétique                                                                                          | 3   | 7      | 6      | 16    |
| 10   | Ukraine                                                                                                   | 2   | 7      | 7      | 16    |
| 11   | Allemagne                                                                                                 | 1   | 9      | 20     | 30    |
| 12   | Corée du Nord                                                                                             | 1   | 4      | 3      | 8     |
| 13   | Allemagne de l'Est                                                                                        | 1   | 4      | 2      | 7     |
| 14   | France | 1   | 2      | 2      | 5     |
| 15   | Malaisie                                                                                                  | 1   | 1      | 6      | 8     |
| 15   | Roumanie                                                                                                  | 1   | 1      | 2      | 4     |
| 17   | Suède | 1   | 1      | 1      | 3     |
| 18   | Colombie                                                                                                  | 1   | 0      | 0      | 1     |
| 18   | Pays-Bas                                                                                                  | 1   | 0      | 0      | 1     |
| 18   | Zimbabwe                                                                                                  | 1   | 0      | 0      | 1     |
| 21   | Japon | 0   | 2      | 4      | 6     |
| 22   | République tchèque                                                                                        | 0   | 2      | 1      | 3     |
| 23   | Cuba | 0   | 1      | 1      | 2     |
| 23   | Espagne                                                                                                   | 0   | 1      | 1      | 2     |
| 23   | NABWorld Aquatics : Neutral Athletes Team B (équipe B des athlètes neutres – athlètes russes autorisés –) | 0   | 1      | 1      | 2     |
| 26   | Corée du Sud                                                                                              | 0   | 0      | 3      | 3     |
| 27   | Biélorussie                                                                                               | 0   | 0      | 2      | 2     |
| 28   | Égypte | 0   | 0      | 1      | 1     |
| 28   | Finlande                                                                                                  | 0   | 0      | 1      | 1     |
|      | | 217 | 217    | 217    | 651   |

### Water-polo
Depuis 1973. Mis à jour après les Championnats du monde de natation de 2025.
| Rang | Nation               | Or | Argent | Bronze | Total |
| ---- | -------------------- | -- | ------ | ------ | ----- |
| 1    | États-Unis           | 8  | 1      | 2      | 11    |
| 2    | Hongrie              | 6  | 12     | 2      | 20    |
| 3    | Italie               | 6  | 5      | 4      | 15    |
| 4    | Espagne              | 5  | 7      | 5      | 17    |
| 5    | Croatie              | 3  | 1      | 5      | 9     |
| 6    | Pays-Bas             | 2  | 4      | 1      | 7     |
| 7    | Grèce                | 2  | 1      | 3      | 6     |
| 7    | Yougoslavie          | 2  | 1      | 3      | 6     |
| 9    | Serbie               | 2  | 1      | 1      | 4     |
| 9    | Union soviétique     | 2  | 1      | 1      | 4     |
| 11   | Australie            | 1  | 2      | 2      | 5     |
| 12   | Serbie-et-Monténégro | 1  | 0      | 1      | 2     |
| 13   | Canada               | 0  | 2      | 2      | 4     |
| 14   | Chine                | 0  | 1      | 0      | 1     |
| 14   | Monténégro           | 0  | 1      | 0      | 1     |
| 16   | Russie               | 0  | 0      | 7      | 7     |
| 17   | Allemagne de l'Ouest | 0  | 0      | 1      | 1     |
|      |                      | 40 | 40     | 40     | 120   |